# Aprica
Aprica es una ciudad y comuna situada en la provincia de Sondrio, en Lombardía, norte de Italia. Se encuentra ubicada en el paso del mismo nombre, la conexión más favorable de Valtelina con Val Camonica.
A causa de su situación, próxima a los Alpes, su principal actividad económica es el turismo de invierno.

## Historia
Aprica fue originalmente parte de la municipalidad de Teglio, cuya capital se encuentra en el lado opuesto de la Valtelina. 
La suerte del pueblo se caracterizó por la construcción, desde 1848 y a iniciativa del Gobierno austriaco del Reino Lombardo-Veneto, una carretera (en la actualidad la Ruta Estatal 39 de Aprica) de conexión, a través del Paso de Aprica, Edolo y Val Camonica con Tresa y la Valtelina. Esta ruta evitaba el Paso del Stelvio, el paso de montaña de mayor elevación de los Alpes Orientales, intransitable durante gran parte del año. La carretera fue completada por los austriacos en vísperas del estallido de la segunda guerra de Independencia italiana, que devolvió definitivamente Lombardía al país cisalpino (). 
Inmediatamente después de la unificación de Italia, Aprica solicitó su conversión en municipio autónomo. Esta petición se repitió en 1871 y 1879, pero fue solo en los años 1920 cuando completó los últimos pasos administrativos que dieron lugar a su independencia de Teglio en 1927.
A finales del siglo XIX se inició la actividad turística del pueblo que, en un principio mediante la integración en el medio agropecuario, después poco a poco sustituido para llegar a ser al final del siglo XX el principal sector económico, favorecido por el punto obligado de paso y su privilegiada geografía. El primer hotel fue construido antes de 1870.

## Deporte

### Esquí

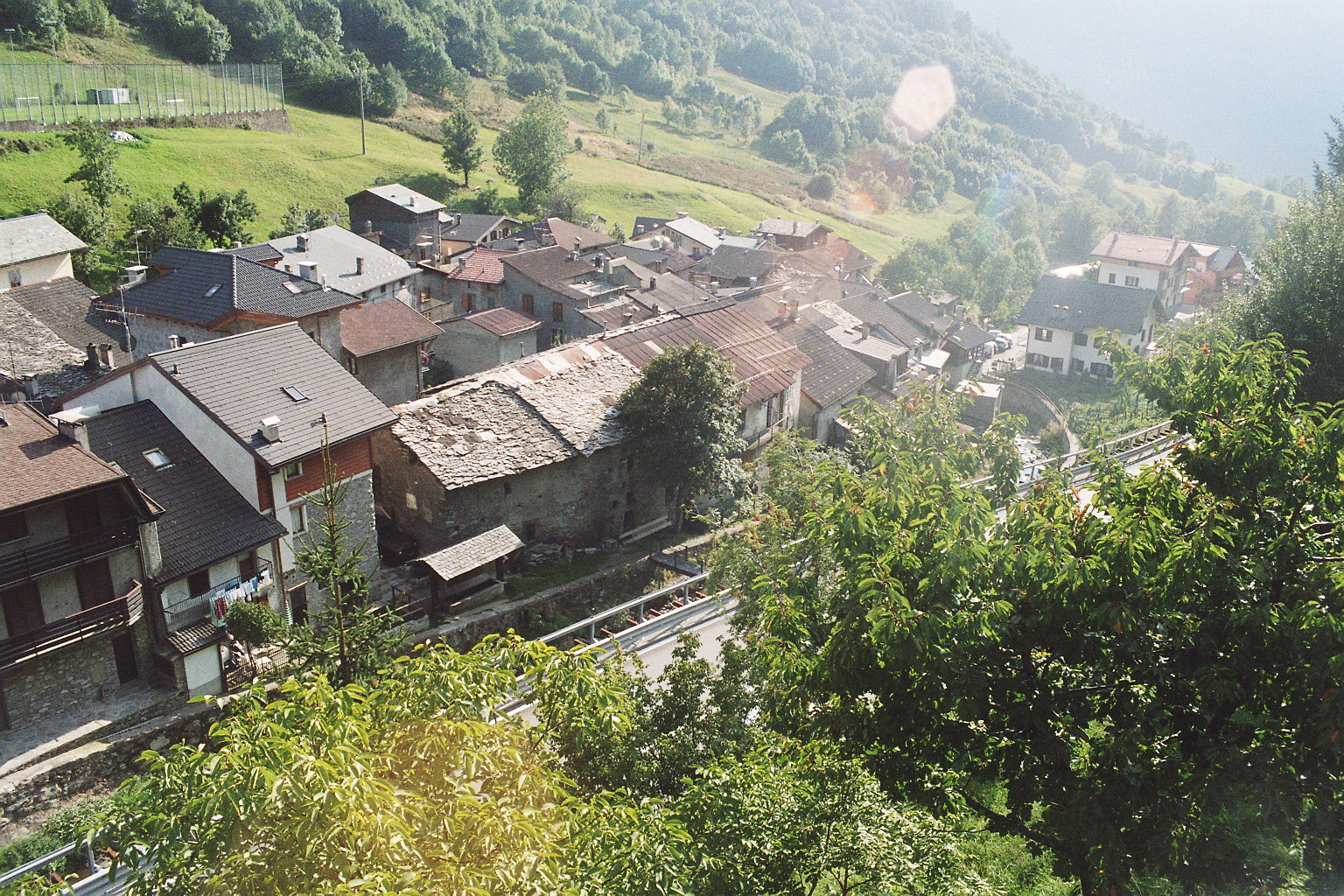
Parte alta de la ciudad, en dirección Sondrio.

Aprica, con sus 50 kilómetros de pistas de esquí, es una de las estaciones de esquí más importantes de la Valtelina. Sus áreas esquiables, bien comunicadas, son cuatro: Campetti, Baradello, Palabione y Magnolta. Durante el invierno también se instala una pista de hielo para la práctica del patinaje al aire libre.

### Ciclismo
Aprica ha sido en 10 ocasiones final de etapa del Giro de Italia: la primera vez fue en 1962, y las otras 9 entre 1990 y 2022. En tres ocasiones el ganador de la etapa ha sido vencedor absoluto del Giro, y en siete ocasiones quien portaba la maglia rosa en Aprica la ha mantenido hasta el final de la carrera. Suele ser final de una de las etapas de alta montaña del Giro muchas veces precedido del Mortirolo.
| Año  | Etapa | Salida               | km  | Vencedor de etapa | Maglia rosa         |
| ---- | ----- | -------------------- | --- | ----------------- | ------------------- |
| 1962 | 15.ª  | Moena                | 215 | Vittorio Adorni   | Graziano Battistini |
| 1990 | 17.ª  | Moena                | 223 | Leonardo Sierra   | Gianni Bugno        |
| 1991 | 15.ª  | Morbegno             | 132 | Franco Chioccioli | Franco Chioccioli   |
| 1994 | 15.ª  | Merano               | 188 | Marco Pantani     | Yevgueni Berzin     |
| 1996 | 21.ª  | Cavalese             | 250 | Ivan Gotti        | Pavel Tonkov        |
| 1999 | 21.ª  | Madonna di Campiglio | 190 | Roberto Heras     | Ivan Gotti          |
| 2006 | 20.ª  | Trento               | 212 | Ivan Basso        | Ivan Basso          |
| 2010 | 19.ª  | Brescia              | 195 | Michele Scarponi  | Ivan Basso          |
| 2015 | 16.ª  | Pinzolo              | 177 | Mikel Landa       | Alberto Contador    |
| 2022 | 16.ª  | Saló                 | 202 | Jan Hirt          | Richard Carapaz     |

### Otros
Durante el verano se puede disfrutar de más de 50 rutas de senderismo, señalizadas por el Club Alpino Italiano. También se puede practicar la escalada deportiva, la pesca deportiva y el parapente. La localidad dispone también de canchas de tenis, piscina, escuela de golf y campo de fútbol.

## Evolución demográfica
| Gráfica de evolución demográfica de Aprica entre 1861 y 2001 |
|                                                              |
| Fuente ISTAT - elaboración gráfica de Wikipedia              |

## Ciudades hermanadas
- Legnano, Italia.